# Magahi
Le magahi (en devanagari : मगही ou, मगधी) est une langue parlée dans le sud de l'État du Bihar en Inde et au Népal par 18 millions de locuteurs. Le magahi est parent du bhodjpouri et du maïthili, et ces langues font partie du bihari. Cependant, en typologie sociolinguistique, elle est aussi parfois considérée comme une variante du hindi.[réf. nécessaire]
Le prakrit magadhi (forme ancienne du magahi) est censé être la langue parlée par Bouddha et la langue de l'ancien royaume de Magadha, d'où son nom.